# جاك فريدل
جاك فريدل (بالفرنسية: Jacques Friedel)‏ (و. 1921 – 2014 م) هو فيزيائي، ومهندس، وأستاذ جامعي من فرنسا . ولد في باريس .
وكان عضواً في الجمعية الملكية، والأكاديمية الملكية السويدية للعلوم، والأكاديمية الوطنية للعلوم، والأكاديمية الفرنسية للعلوم، والأكاديمية الأمريكية للفنون والعلوم .
توفي في باريس ، عن عمر يناهز 93 عاماً.

## التعليم
تعلم في المدرسة المتعددة التكنولوجية بفرنسا، والمدرسة الوطنية العليا للمناجم في باريس، وكور هاتمير ‏، وجامعة بريستول، ومدرسة لويس الكبير الثانوية

## جوائز
حصل على جوائز منها:
- Three Physicists Prize [الإنجليزية]‏ (1987)
- ميدالية المركز الوطني للبحث العلمي الذهبية (1970)
- جائزة هوولوك [الإنجليزية]‏ (1964)
- Prix Félix-Robin [الإنجليزية]‏ (1963)
- الصليب الأعظم لنيشان الاستحقاق العلمي الوطني
- وسام الصليب الأكبر لجوقة الشرف.